# Oculus Infernum: A Halloween Tale
Oculus Infernum: A Halloween Tale – debiutancki album studyjny amerykańskiej grupy Van Helsing's Curse, wydany w 2003 roku. Jest to album koncepcyjny opowiadający historię małego sieroty, który chce zemścić się na istocie która zamordowała wszystkich dorosłych w jego mieście. Całość utrzymana jest w atmosferze Halloween, a muzycznie album nawiązuje do min. muzyki Black Sabbath, Jerry'ego Goldsmitha, Beethovena i Szopena. Wersja rozszerzona została wydana w roku 2007.

## Lista utworów
1. "Patience (Introduction)" - 0:55
2. "Tubular Hell" - 3:38
3. "All Fall Down" - 4:17
4. "Let Me Pray" - 4:29
5. "The Child" - 6:19
6. "The Tortured Soul" - 6:51
7. "Revenge" - 5:25
8. "War" - 2:26
9. "Let the Pain Begin" - 5:45
10. "The Curse" - 1:38

Wydanie rozszerzone
1. "Halloween" - 5:14
2. "Cry Little Sister" - 5:02